# قائمة مجازر الحرب على غزة 2008–09
قائمة المجازر المنفذة خلال الهجوم على قطاع غزة (ديسمبر 2008 - يناير 2009) شهد الهجوم على قطاع غزة (ديسمبر 2008 - يناير 2009) العديد من المجازر المنفذة من قبل الجيش الإسرائيلي بحق الفلسطينيين المقيمين في قطاع غزة المحاصر منذ حزيران 2006. تم إدانة هذه المجازر من منظمات وهيئات ودول عالمية.

## أهم المجازر

### مجزرة مسجد إبراهيم المقادمة
هي مجزرة تم تنفيذها بتاريخ 3 يناير 2009 خلال صلاة المغرب راح ضحيتها ما لا يقل عن 10 قتلى.

### مجزرة عائلة السموني
تم تنفيذها في صباح يوم 4 يناير 2009، راح ضحية هذه المجزرة ما لا يقل عن 60-70 قتيل من عائلة واحدة هي عائلة السموني.

### مجزرة مدرسة الفاخورة التابعة للأنوروا
تم تنفيذ هذه المجزرة في تاريخ 6 يناير 2009، راح ضحيتها 43 قتيل من اللاجئين في هذه المدرسة التابعة للأنوروا.

### مجزرة قصف منزل عز الدين أبو العيش
يوم 16 يناير أطلقت دبابات الجيش الإسرائيلي القذائف على منزل الدكتور عز الدين أبو العيش، لتقتل 3 من بناته وأخته وأثنين من أبناء أخيه، أصيب جميع من بقي على قيد الحياة إصابة بنته الرابعة خطيرة. إطلاق النار حدث على الرغم من مناشدة الإعلام الإسرائيلي للجيش بعدم استهداف ذلك المنزل، وإخبارهم من قبل الجيش أن المنزل لن يستهدف. الصحفي نتان زهافي الذي حاول منع الجيش من قصف منزل الطبيب أعلن أنه يخجل من كونه إسرائيليا بسبب الحادث.

## وصلات خارجية
- من مجازر إسرائيل في غزة، المعرفة، الجزيرة نت